# Harald Schaale
Harald Schaale es un deportista de la RDA que compitió en vela en la clase 470. Ganó una medalla de plata en el Campeonato Europeo de 470 de 1977.

## Palmarés internacional
| Campeonato Europeo | Campeonato Europeo | Campeonato Europeo | Campeonato Europeo |
| Año                | Lugar              | Medalla            | Clase              |
| ------------------ | ------------------ | ------------------ | ------------------ |
| 1977               | Rust (Austria)     | Medalla de plata   | 470                |